# The Super Dimension Fortress Macross
Macross (超時空要塞マクロス, Chōjikū Yōsai Macross) (Titre international : Super Dimension Fortress Macross, La super dimension Forteresse Macross en français, première partie de la saison 1 de Robotech: The Macross Saga) est un anime japonais en 36 épisodes de 25 minutes, réalisé par Noboru Ishiguro en 1982.
Cette série a été utilisée (et modifiée) par Harmony Gold (États-Unis) pour créer la licence Robotech, sous le titre Robotech: The Macross Saga (1re partie de Robotech) mais la série a été diffusée aux USA sous son vrai titre avec les musiques originales de la série, seuls les génériques et noms ont été changés, l'épisode 1 en version anglaise est disponible en supplément sur le coffret Blu-ray américain de Robotech. Diffusée en France sous le titre Robotech, à partir du 25 mai 1987 sur La Cinq. Rediffusion des 31 premiers épisodes de Robotech à partir du 22 avril 1991 dans le Club Dorothée sur TF1. Au Québec à partir du 1er février 1988 à Super Écran. Une édition DVD en version originale sous-titrée français chez Déclic Images est sortie le 1er janvier 2004 Macross Édition Collector.

## Synopsis
En 1999, un gigantesque vaisseau spatial s'écrase sur une île de l’océan Pacifique. Les nations, conscientes du danger que peut représenter un peuple ayant atteint cette technologie, s'unissent après une guerre dite d'unification pour restaurer le vaisseau, créant la SDF-1 Macross (Super Dimension Fortress-1). En 2009, alors que l'on s’apprête à l'inaugurer, des vaisseaux aliens s'approchent de l'orbite terrestre. Souhaitant en premier lieu éloigner cette menace, le commandant Gloval ordonne un vol hyperspatial pour se rapprocher de la Lune ; mais en raison d'un dysfonctionnement, la SDF-1 entraîne une partie de l'île. L'ensemble se rematérialise sur l'orbite de Pluton. Après le rapatriement de 56 000 civils à bord, la SDF-1 tente de regagner la Terre…

## Itinéraire de la SDF-1
En 1999, un gigantesque vaisseau spatial extraterrestre (nommé ASS-1 pour Alien Space Ship) s'écrase sur l'île de South Ataria dans l'océan Pacifique. Le vaisseau écrasé est restauré et adapté pour un contrôle humain ; une ville, appelée Macross City, a prospéré autour de lui. Lors de la reconstruction, l'énorme navire a reçu la classification de coque Alien Star Ship-1, en abrégé ASS-1 (エイエスエス　ワン Ei Esu Esu Wan). 10 ans plus tard, une fois terminé, le navire a été reclassé en SDF-1 Macross (Super Dimension Fortress-1; マクロス Esu Dī Efu Wan Makurosu). Par ailleurs, la technologie découverte appelée Robotech est utilisée pour créer des robots ayant les dimensions présumées des extraterrestres ; certains sont transformables en jets (les Valkyries), d'autres ne se transforment pas mais constituent des sortes de chars d'assaut (les destroïds, dont les Tomahawks, Spartans et Défenders).
En février 2009, alors que l'on s'apprête à inaugurer la SDF-1, une importante flotte zentradienne s'approche de l'orbite terrestre ; la SDF-1 tire automatiquement (une programmation automatique mise en place par les créateurs de l'ASS-1 et jusqu'ici ignorée des humains) et détruit deux vaisseaux (1er épisode). Des troupes extraterrestres débarquent sur l'île, le combat s'engage au sol entre les Valkyries et les engins extraterrestres d'invasion. Après une tentative infructueuse de décollage par systèmes anti-gravité, la Macross décolle en catastrophe avec les propulseurs classiques (ép. 2). Souhaitant en premier lieu éloigner la menace extraterrestre de la Terre, le commandant Global ordonne un fold, c'est-à-dire un vol hyper-spatial pour se rapprocher de la Lune ; mais en raison d'un dysfonctionnement, la Macross entraîne l'île ainsi que deux porte-avions croisant à proximité, et l'ensemble se rematérialise (dé-fold) sur l'orbite de Pluton (ép. 3).
Sans contact avec la Terre, 56 000 civils de Macross City sont rapatriés à bord et tentent de s'adapter aux conditions de vie dans la forteresse. Les techniciens de la Macross font évoluer le vaisseau pour compenser les dysfonctionnements découverts et les dégâts subis (ép. 4). L'ennemi a retrouvé la trace de la Macross qui tente de regagner la Terre. Pour utiliser le canon principal, la Macross doit se transformer, au prix d'une perte de vitesse et de destructions dans la zone civile (ép. 5). Le voyage de retour est ponctué d'attaques des Zentradiens, qui ne semblent toutefois pas vouloir détruire la Macross.
Alors que la Macross croise dans les anneaux de Saturne, les ingénieurs de la Macross découvrent un bouclier mobile, la barrière pin point, et, privés momentanément de canon, l'enseigne de vaisseau Misa Hayase imagine un éperonnage, l'« attaque Daedalus ». Le commandant zentradien Vrlitwhai s'adjoint le renfort de la flotte du général Quamzin Kravshera, mais celui-ci se montre impétueux et va tenter à plusieurs reprises de détruire la Macross au lieu de le capturer (ép. 6).
Ayant découvert une base abandonnée sur Mars, les Zentradien tendent un piège à la Macross. Celle-ci, déjà loin de la route prévue pour la Terre, fait escale sur Mars pour un ravitaillement indispensable. Les Zentradi lancent leur piège avec des mines gravitationnelles clouant la Macross à la surface. Misa est obligée de faire exploser un réacteur nucléaire souterrain de la base pour libérer la Macross. Rick Hunter est envoyé pour la sauver après s'être retrouvée piégée dans la base condamnée (ép. 7).
La flotte du général Quamzin Kravshera lance une attaque alors que la Macross essaye de lui echapper en orbite de Mars. Cette attaque m'a pas été validée par Vrlitwhai qui ordonne un retrait des troupes à l’étonnement du commandant Gloval (ép. 8).
Dans le vaisseau, les civils se sont organisé et ont recrée une ville, ainsi qu'une chaîne de télévision, ils organisent le concours de Miss Macross, remporté par Lynn Minmay (ép. 9).
La Macross reçoit un message de la Terre leur indiquant de ne pas revenir pour gagner du temps car les Zentradiens sont plus intéressés par la forteresse (ép. 10). Lors d'une mission de reconnaissance, un vaisseau-radar (Cat's Eye) ainsi que les Valkyries l'escortant sont capturés par les Zentradiens. Le choc des cultures est foudroyant, les humains découvrent que les Zentradiens ont une société basée exclusivement sur la guerre, tandis que les Zentradiens sont effarés par la notion de « civil » (personnel non-militaire) et la promiscuité homme-femme. Le commandant suprême décide de remettre le commandement de la flotte poursuivant la Macross à Lap'Lamiz, et des espions sont introduits dans la Macross, tandis que les prisonniers réussissent à s'échapper (ép. 11-12).
Après un an de voyage, alors que la Terre n'est qu'à deux jours à pleine vitesse, Gloval décide de faire passer la Macross à travers le blocus Zentradien. Pendant ce temps, les zentradiens infiltrés Rori, Konda et Warera commencent à explorer de près la culture humaine sous forme micronisée. La Macross amerrit finalement mais de façon brutale dans l'océan Atlantique (ép. 13).
Pendant que Misa et Gloval se rendent au siège en Alaska de la nouvelle ONU, Rick escorte Minmay au Japon afin qu'elle puisse rendre visite à ses parents. Lynn Kaifun, un parent de Minmay, rejoint la Macross pour voir ses parents et protéger Minmay (ép. 15).
L'équipage de la Macross est informé de ne laisser personne, y compris les civils, quitter le navire, afin d'éviter que la vérité sur l'existence des Zentradiens ne provoque une panique généralisée. Les civils de la Macross deviennent de plus en plus indisciplinés et violents envers le personnel militaire et les membres d'équipage. Pendant ce temps, Quamzin revient, rompant les ordres et attaquant la Macross alors qu'il se trouve dans l'océan Atlantique (ép. 16).
Alors que Rick Hunter est toujours en convalescence, Roy assigne Max et Kakizaki à son escadron Skull comme ailiers. Milia attaque la Macross avec son escadron Queadluun-Rau, cependant, elle a une vendetta personnelle contre Max que Quamzin pense ne pas pouvoir vaincre. Roy est finalement touché dans la bataille et meurt peu après en présence de Claudia (ép. 18).
Ressentant toujours les effets de la perte tragique de la bataille précédente, Rick se voit attribuer un nouveau Valkyrie. Global souhaite tester un système de barrière de défense contre une nouvelle attaque de Quamzin. Mais pour la région où se déroule la bataille, cela pourrait se terminer par un désastre. Et dans la flotte féminine de Zentradi, Milia s'approche de son commandant, Moruk Laplamiz, pour obtenir la permission d'être micronisée afin qu'elle puisse infiltrer la Macross (ép. 19).
Après les événements catastrophiques de la précédente rencontre avec les Zentradiens, l'ONU ordonne à la Macross de quitter la Terre afin de se donner plus de temps pour formuler un plan de défense contre les extraterrestres. De retour, les espions micronisés Zentradiens ramènent des « échantillons » de culture à leurs camarades abasourdis. La SDF-1 Macross décolle et prend la direction de l'espace (ép. 20).
Milia est maintenant à bord de la Macross en tant qu'espion et s'émerveille devant la culture humaine. La première du film de Minmay, Shao Pai Long (Petit Dragon Blanc), a lieu. Une attaque Zentradienne provoque une autre transformation en mode combat, Rick et Misa finissent par être piégés dans les murs du navire, où ils finissent par en apprendre davantage l'un sur l'autre. Milia continue de rechercher le pilote de Valkyrie qui l'a vaincue (ép. 21).
Les soldats Zentradiens - ayant expérimenté et apprécié certains éléments de la culture humaine ramenés par les trois espions - tentent de faire défection vers la Macross. Une attaque de Daedalus sur leur navire leur permet de passer. Lors d'un concert de Minmay, une bataille confuse s'ensuit à l'intérieur du navire, avec des réfugiés Zentradiens contre les forces de Quamzin et de la Macross (ép. 22).
La bataille touche à sa fin, les transfuges survivants Zentradiens acceptant de réparer les destructions qu'ils ont causées. Avec Rori, Konda et Warera, les transfuges obtiennent tous l'asile au sein de la Macross. Misa se prépare à retourner sur Terre au siège de l'ONU, tandis que Rick commence à réfléchir davantage à ses sentiments pour elle (ép. 23).
Max a une rencontre fortuite avec Milia dans une salle de jeux vidéo et continue de la vaincre une deuxième fois au cours d'une partie. Ils s'arrangent pour avoir un rendez-vous dans le parc plus tard, où Milia envisage secrètement de le tuer. Misa est ramenée sur Terre par Rick, afin qu'elle puisse rencontrer son père (ép. 24).
Max rencontre Milia dans le parc et une bagarre au couteau entre eux s'ensuit lorsqu'elle révèle qu'elle est une Zentradienne. Max la bat pour la troisième fois, lui épargnant la vie, et les deux tombent amoureux. Milia décide de rejoindre la Macross et leur mariage immédiat marque la première union entre un humain et une Zentradienne, provoquant des célébrations partout dans Macross City. Boddole Zer le commadant en chef des Zentradiens, en revanche, n'aime pas l'idée et envisage de réparer une fois pour toutes la « contamination » qu'est la culture humaine (ép. 25).
Dans une tournure surprenante des événements, Exsedol Folmo est micronisé et tente de rechercher des négociations de paix avec les habitants de Macross. Lors des négociations, Exsedol révèle que la défection des soldats Zentradiens pourrait être liée à un nouvel éveil culturel provoqué par les chansons de Minmay. Rick commence à regretter Misa, qui est toujours sur Terre, essayant de convaincre son père et l'ONU que les deux races peuvent avoir une chance de coexister pacifiquement (ép. 26).
Une bataille épique pour la Terre a lieu lorsque la flotte principale de Boddole Zer, composée de plus de 4 000 000 de navires de guerre, se déplie au-dessus de l'atmosphère terrestre et bombarde massivement la planète, tuant la majeure partie de l'humanité. Utilisant le pouvoir de la culture du chant de Lynn Minmay, la Macross, avec sa flotte alliée Zentradienne, tente un dernier combat audacieux contre les forces de Boddole Zer. Les héros mourront, un monde peut s'effondrer, mais l'amour l'emportera-t-il ? (ép. 27).
Deux ans se sont écoulés après la bataille finale avec Boddole Zer. La Macross est désormais une relique du conflit connu sous le nom de Space War I et se trouve dans un grand lac de l’Alaska aride. La Terre est encore un désert désolé, et les petites villes et les forêts sont situées à des kilomètres autour de Macross City.
Les flottes alliées Zentradiennes, ainsi que les citoyens de la Macross, maintiennent une paix nerveuse. Le travail de reconstruction de la Terre des deux côtés bat son plein (ép. 28).
Alors que certains géants Zentradiens  commencent à se rebeller contre leur nouveau mode de vie avec les humains, la renommée de Minmay commence à s'effacer. Errant de tournée en tournée dans les villes locales, Minmay réfléchit à ce qui aurait pu être une relation sérieuse avec Rick, désormais lointain (ép. 29).
Max, Milia et leur petite fille, Komilia Maria, jouent un rôle crucial dans la capture d'une usine satellite Zentradienne - la source de la super-technologie dont dépendent les extraterrestres (ép. 30).
Exsedol et Gloval rassemblent l'équipage de la Macross pour révéler enfin l'origine nomade des Zentradiens. Pendant ce temps, les forces de Quamzin tentent de voler une chambre de micronisation (ép. 31).
Quamzin kidnappe Minmay et Kaifun et les détient contre rançon. Rick et son escadron préparent une mission de sauvetage (ép. 32).
Alors que Misa commence à réaliser qu'elle pourrait perdre Rick au profit de Minmay, Claudia aide son amie en racontant ses premières expériences avec Roy Focker (ép. 33).
Le triangle amoureux entre Rick, Misa et Minmay s'intensifie lorsqu'il décide de ne pas pique-niquer avec le commandant, afin de pouvoir déjeuner avec l'idole de la pop à la place. Le rébellion des Zentradiens géants commence à s'intensifier, aggravant la situation des humains (ép. 34).
C'est Noël et la vie de Minmay commence à sombrer dans la dépression, la forçant à chercher du réconfort auprès de Rick, ce qui isole encore davantage Misa. Les forces de Quamzin attaquent la ville d'Onogi la veille de Noël pour capturer un condenseur de puissance d'un réacteur nucléaire. L'escadron de Max et Milia est pris en embuscade alors qu'ils interceptent, et Milia affronte Laplamiz lors de la confrontation (ép. 35).
Gloval informe Misa que la SDF-2, le successeur du Macross, est presque prêt à commencer à coloniser la galaxie – avec elle comme capitaine de la mission. Maintenant que le réacteur nucléaire est intégré à leur vaisseau, Quamzin, Laplamiz et leurs acolytes attaquent Macross City avec un super canon nucléaire et des vagues de mecha. L'épave de la SDF-1 Macross leur réplique une dernière fois avant qu'ils entre-détruisent. Le triangle amoureux de Rick, Misa et Minmay atteint son paroxysme, alors que Rick doit décider s'il ira avec l'idole de la pop qui l'a écarté et qui a maintenant désespérément besoin de lui, ou avec le commandant militaire qui l'aime profondément, mais qui pourrait le laisser pour toujours pour son devoir (ép. 36)[réf. nécessaire].

## Personnages de Macross
Les noms originaux (Macross) des personnages sont indiqués en premier, les noms traduits dans Robotech sont indiqués entre parenthèses.

### Humains
- Civils :
  - Linn Minmei (pseudonyme : Lynn Minmay) (Lynn Minmei), doublée par Mari Iijima (voix française : Joëlle Guigui)
  - Linn Kaifunn (Lynn Kyle), cousin de Lynn Minmay, doublé par Suzuoki Hirotaka
- Pilotes :
  - Roy Focker (Roy Fokker), doublé par Kamiya Akira
  - Hikaru Ichijô (Rick Hunter), doublé par Arihiro Hase (voix française : Gilles Laurent)
  - Maximilian Jenius (Maximilien Sterling), doublé par Shô Hayami
  - Hayao Kakizaki (Ben Dixon), doublé par Suzuki Katsumi
- Officiers et personnel de pont :
  - Bruno J. Global (Henry J. Gloval), capitaine, doublé par Hazama Michio (voix française : Gilles Guillot)
  - Misa Hayase (Lisa Hayes), doublée par Mika Doi (voix française : Michèle Lituac)
  - Claudia La Salle (Claudia Grant), chef des communications, doublée par Ohara Noriko
  - Kim Kabirov (Kim Young), assistante de communication[2], doublée par Tsuru Hiromi
  - Shammie Milliome (Sammie Porter), assistante de Misa[2], doublée par Miyuki Sanae
  - Vanessa Laird (Vanessa Leeds), assistante informatique[2], doublée par Sasaki Run

### Zentradis
- Golg Boddole Zer (Dolza), commandant suprême de la flotte, doublé par Osamu Ichikawa
- Vrlitwhai Kridanik (Breetai), commandant de la première flotte, doublé par Kanie Eiji
- Exsedol Folmo (Exedor), archiviste et conseiller de Vrlitwhai, doublé par Obayashi Ryunosuke
- Quamzin Kravshera (Khyron), général zentradien incontrôlable, doublé par Meguro Yuichi
- Warera (Bron), Loli (Rico) et Conda (Konda) : espions sur le Macross (SDF-1), doublés respectivement par Smith Jeff, Fujii Tsutomu et Gilbert Kent
- Moruk Lap'Lamiz (Azonia), commandante de la flotte féminine, doublée par Otori Yoshino
- Milia Fallyna Jenius (Miriya Parina Sterling), pilote d'élite Meltlan, doublée par Eri Takeda

## Les différents vaisseaux

### La SDF-1
La SDF-1 Macross est une forteresse volante géant (要塞艦・強攻型 Yōsai-kan Kyōkō-gata), équipé du porte-avions CVS-101 Prometheus (CVS-101 プロメテウス CVS-101 Purometeusu) comme bras droit et du SLV-111 Daedalus (SLV-111 ダイダロス) un navire de débarquement d'assaut semi-submersible de grande échelle (強襲大型揚陸艦 Kyōshū Dai Gatayōrikukan) comme bras gauche. La SDF-1 est également capable d’héberger une ville massive dans sa coque. Son arme principale est un canon à énergie super-dimensionnelle. elle embarque 212 mechas variables VF-1 Valkyrie en février 2009, qui sont remplacés plus tard par plus de 300 VF-1 Super Valkyrie en février 2010.

### Les Valkyries
Le terme Valkyrie désigne le nom de code des premiers Variable Fighters. Ceux vus dans Macross Zero, qui se déroule antérieurement à The Super Dimension Fortress Macross dans la chronologie de l'univers Macross, portent le nom de code VF-0 Phoenix. Valkyrie deviendra par habitude le terme usuel désignant les Variable Fighters après la Première Guerre Spatiale.
Ces avions de combat sont développés au cours de la Guerre d'Unification entre les années 2000 et 2008. (voir Macross Zero) Ces appareils utilisent l'overtechnology, la technologie alien trouvée dans le SDF-1 Macross, pour se transformer en robot (Battroid), en chasseur (Fighter) ou en un mode intermédiaire gardant les principales caractéristiques du mode Fighter plus les "bras" et les "jambes" sortis de la carlingue (Gerwalk).
Les Valkyries sont le premier modèle de Variable Fighter de série produit par l'U.N.Spacy, soit VF-1. Ils réutilisent de nombreuses pièces issues du F-14 Tomcat pour baisser le coût de production. Les VF-1 Valkyrie existent en plusieurs modèles selon le grade du pilote à qui ils seront assignés: 
- Le modèle VF-1D est utilisé par les nouvelles recrues pour leur entrainement. Il dispose de deux sièges dans le cockpit permettant à un instructeur d'assister l'apprentissage des nouveaux pilotes.

- Le VF-1A est le modèle donné aux pilotes peu ou non gradés. Plus maniable que le VF-1D il est en revanche bien moins résistant. La couleur marron que l'on voit régulièrement dans la série porte le nom peu encourageant de "cannon fodder" (Chair à canon).
- Le VF-1J est le modèle reçu par Hikaru Ichijô (Rick Hunter) lors de l'épisode 6 et est généralement donné aux commandants d'escadrilles et aux pilotes gradés jusqu'au grade de Capitaine. Leurs caractéristiques et leur armements sont supérieurs à ceux des VF-1A.

- Le Vf-1S est le modèle utilisé par Roy Focker (Roy Fokker) et celui attribué aux meilleurs pilotes et aux hauts gradés. C'est logiquement le modèle à la fois le plus solide et le plus maniable de la série Valkyrie.

Ultérieurement dans la série, les militaires du SDF-1 vont développer des blindages supplémentaires pour les Valkyries. Au nombre de deux ce sont l'armored Pack et le FAST Pack.
- L'Armored Pack qui apparaît dans l'épisode 9 Miss Macross est une lourde armure dotée d'un puissant blindage. Elle permet également d'augmenter la capacité d'emport de missiles d'un Valkyrie, au détriment de sa mobilité et de sa capacité à se transformer. L'armure étant trop massive, le Valkyrie ne peut se mettre en un autre mode qu'en Battroid. Pour autant, ce type d'armure n'a pas été abandonné.

- Le FAST Pack (pour Fuel And Sensor Tactical Pack[3]est une autre armure conçue pour augmenter la capacité d'emport de missiles, la poussée et la capacité en carburant du Valkyrie. Il se compose de deux moteurs additionnels disposés sur le dos de l'appareil, et également de deux petits systèmes de refroidissement près des jambes du Valkyrie. Utilisé pour la première fois par Hikaru Ichijô (Rick Hunter) dans l'épisode 24, ce système a prouvé son efficacité en lui permettant d'abattre environ trente regults en une sortie. Il est depuis très fréquent que des FAST Packs soient développés pour les nouveaux modèles de Variable Fighters. Ce premier modèle réduisait la possibilité de se transformer en mode fighter dans l'atmosphère terrestre, à cause du poids ajouté et du manque d'aérodynamisme du pack.

## Épisodes
Est indiqué en premier le nom de l'épisode dans Macross et en second le nom dans la version française de Robotech.
1. Booby Trap / Le piège
2. Countdown / Compte à rebours
3. Space Fold / Le tournant spatial
4. Lynn Minmay / La longue attente
5. Transformation
6. Daedalus Attack / Guerre éclair
7. Bye Bye Mars / L'embuscade
8. Longest Birthday / Joyeux anniversaire Minmay
9. Miss Macross
10. Blindgame / Jeu de hasard
11. First Contact / Premier contact
12. Big Escape / La fuite
13. Blue Wind / Vent glacial
14. Global Report / Compte rendu
15. Chinatown/ Retour à la maison
16. Kung-Fu Dandy / Cri de guerre
17. Phantasm / Cauchemar
18. Pine Salada / Adieu Roy
19. Burst Point / Point de retour
20. Paradise Lost / Paradis perdu
21. Micro Cosmos / Une autre nouvelle
22. Love Concert / L'attaque surprise
23. Fire Storm / Une décision importante
24. Good Bye Girl / La révélation
25. Virgin Road / Fleur d'oranger
26. Messenger / Le messager
27. Ai wa nagareru(l'amour s'en va) / L'union fait la force
28. My Album / La reconstruction
29. Lonely Song / Les maîtres de Robotech
30. Viva Maria / Vive Miriya
31. Satan Doll / La revanche de Khyron
32. Broken Heart / Cœur brisé
33. Rainy Night / Nuit pluvieuse
34. Private Room / Moment précieux
35. Romanesque / Nuit de Noël
36. Yasashisa Sayonara / En route vers les étoiles

## Autour de la série
Cette série est désormais considérée comme un classique, combinant mechas transformables, combats apocalyptiques, romance, et chansons pop.
Outre l'aspect dévastateur de la guerre, la série explore longuement des thèmes aussi variés que l'engagement (militaire), le choc de civilisation, la génétique, la technologie…
Un autre aspect est le soin apporté à la vision extraterrestre des événements.
Enfin, la série ne s'arrête pas à la victoire finale des Terriens, mais aborde également l'après-conflit, la reconstruction, la coexistence…
Cette série s'intègre dans deux lignes chronologiques :
- l'originale, japonaise,
- l'adaptée, américaine

En France bien que le doublage soit de qualité, de nombreuses lignes de dialogues ont été rajoutées par l'équipe de doublage tout au long des 85 épisodes de Robotech. De plus une très grande erreur de détermination de genre a été créée. Tout au long de la série, La Super Dimension Forteresse Macross 1 a vu son acronyme changer de genre passé du féminin (La forteresse) au masculin Le SDF-1 Macross, il est temps de corriger cela en appelant La Super Dimension Forteresse Macrasse en La SDF-1 Macross et La Macross. (En japonais et en anglais le genre n'existe pas pour les objets).